# Sender Bad Kreuznach-Kauzenburg
Der Sender Bad Kreuznach-Kauzenburg ist eine Sendeanlage des Südwestrundfunks für UKW-Hörfunk an der Kauzenburg in Bad Kreuznach.

## Frequenzen und Programme

### Analoges Radio (UKW)
| Frequenz (MHz) | Programm             | RDS PS   | RDS PI | Regionalisierung     | ERP (kW) | Antennendiagramm rund (ND)/gerichtet (D) | Polarisation horizontal (H)/vertikal (V) |
| -------------- | -------------------- | -------- | ------ | -------------------- | -------- | ---------------------------------------- | ---------------------------------------- |
| 98,2           | SWR1 Rheinland-Pfalz | SWR1_RP_ | D3A1   | –                    | 0,05     | ND                                       | H                                        |
| 93,5           | SWR3                 | __SWR3__ | D3A3   | Rheinland-Pfalz/Köln | 0,05     | ND                                       | H                                        |
| 89,0           | SWR4 Rheinland-Pfalz | SWR4_MZ_ | DAA4   | Radio Mainz          | 0,1      | ND                                       | H                                        |
| 90,9           | DASDING              | DASDING_ | D3A8   | –                    | 0,05     | ND                                       | H                                        |
| 92,4           | geplant              |          |        | –                    | 0,05     | ND                                       | H                                        |

### Analoges Fernsehen (PAL)
Vor der Umstellung auf DVB-T am Sender Donnersberg liefen hier die folgenden analogen TV-Sender:
| Kanal | Frequenz (MHz) | Programm                                                  | ERP (kW) | Antennendiagramm rund (ND)/ gerichtet (D) | Polarisation horizontal (H)/ vertikal (V) |
| ----- | -------------- | --------------------------------------------------------- | -------- | ----------------------------------------- | ----------------------------------------- |
| E58   | 767,25         | Das Erste (SWR)                                           | 0,025    | ND                                        | H                                         |
| E32   | 559,25         | ZDF                                                       | 0,06     | ND                                        | H                                         |
| E36   | 591,25         | RTL Television                                            | 0,06     | ND                                        | H                                         |
| E42   | 639,25         | SWR Fernsehen Rheinland-Pfalz/Südwest Fernsehen/Südwest 3 | 0,06     | ND                                        | H                                         |
| E44   | 655,25         | ProSieben                                                 | 0,06     | ND                                        | H                                         |
| E46   | 671,25         | Sat.1                                                     | 0,06     | ND                                        | H                                         |
| E49   | 695,25         | VOX                                                       | 0,06     | ND                                        | H                                         |